# Menhir de Run-ar-Gam
Le menhir de Run-ar-Gam est un menhir situé à Trébeurden dans le département français des Côtes-d'Armor.

## Description
Le menhir est inclus dans un talus dans une parcelle dénommée Parc-Ar-Peulvennic. Il mesure 2,90 m de hauteur pour une largeur à la base de 1,85 m. Il est en granite de l'Ile-Grande. Les faces sont creusées par des sillons d'érosion assez marqués.